# Machiko Kawana
Machiko Kawana (川名 真知子 Kawana Machiko?) (30 de septiembre de 1983 -) es una reconocida seiyū de Tokio, Japón. Actualmente está afiliada a Aoni Production.

## Roles interpretados

### Anime
- Beyblade: Metal Fusion (Sora Akatsuki)
- CLANNAD (Botan, Mujer estudiante)
- CLANNAD After Story (Botan, Niño, Madre, Estudiante)
- D.C.S.S. ~Da Capo Second Season~ (Mujer Estudiante)
- Gegege no Kitarō (2007~2009) (Chico, Niño)
- Kekkaishi (Akira)
- Monochrome Factor (Mujer estudiante de escuela secundaria)
- Moribito - Guardian of the Spirit (Nobo)
- Demashita! Powerpuff Girls Z (Bellota/Kaoru Matsubara)
- Speed Grapher
- Yakitate!! Japan (Chihiro)

### OVA
- Sakura Taisen: New York NY. (Kelly)

### Roles doblaje
- La Robot Adolescente
- Wizards of Waverly Place como Max Russo
- Good Luck Charlie como Teddy Duncan